# Chiloglanis voltae
Chiloglanis voltae е вид лъчеперка от семейство Mochokidae.

## Разпространение
Видът е разпространен в Буркина Фасо, Гана, Камерун, Нигерия и Того.